# Aurelio Rivera
Aurelio Rivera Bueno (Tampico, Tamaulipas, 25 de octubre de 1961), apodado el Coreano, es un exfutbolista mexicano. Rivera proviene de las fuerzas inferiores del Tampico Madero Fútbol Club. Debutó como defensa para el mismo club en primera división en la temporada 1986/1987. 

## Trayectoria
Seleccionado en 1988 para la selección de fútbol sub-20 de México, participó como capitán de equipo en el Torneo Sub-20 de la Concacaf 1988. Terminó como subcampeón del torneo, lo cual también garantizaba a México el pase a la Copa Mundial de Fútbol Juvenil de 1989, sin embargo México fue descalificado por el escándalo de los cachirules, en donde se descubrió que Rivera y otros tres jugadores habían sido registrados con edades falsas para poder inscribirlos en el torneo.
En 1989 es transferido al Club Deportivo Cruz Azul y dos años más tarde ficha con el Club Puebla (1991). Pasa a la posición de central y llega a capitanear al equipo que alcanzó la final contra el Club León y ganó la final de clubes de la Concacaf.
Aurelio Rivera fue encarcelado por casi dos años, de 1996 a 1997, por atropellar a dos maratonistas, Raúl Máximo y Francisco Lopez, mientras conducía en su coche en estado de embriaguez, afectando severamente la vida de dos familias poblanas sin que haya purgado la pena equivalente por dos homicidios. Retornó al Puebla al salir de prisión; Rivera continuaría jugando en ese club hasta la temporada de verano de 1999.
En la temporada de invierno de 1999 pasa al Club Lobos UAP en la Primera División 'A', club en donde se retiró al final del Verano ’01. Desde entonces ha sido colaborador en el Instituto del Deporte de Puebla. Dirigió como entrenador al club Alacranes de Durango (1ª'A') y auxiliar técnico en Guerreros de Tabasco de Tercera División.

## Clubes como futbolista
| Club           | País   | Año         |
| -------------- | ------ | ----------- |
| Tampico Madero | México | 1986 - 1989 |
| Cruz Azul      | México | 1989 - 1991 |
| Puebla         | México | 1991 - 1999 |
| Lobos UAP      | México | 1999 - 2001 |

## Participaciones en Selecciones Nacionales
| Competición                                      | Categoría | Sede      | Resultado       | Partidos |
| ------------------------------------------------ | --------- | --------- | --------------- | -------- |
| XII Torneo Juvenil de Fútbol de la Concacaf 1988 | Sub-20    | Guatemala | Subcampeón (**) | 7        |

(**) Aunque se logró el subcampeonato y el pase al Mundial Juvenil de Arabia Saudita en 1989, México fue descalificado de ambos logros por el escándalo de los cachirules. 